# Antigone (film, 2019)
Pour les articles homonymes, voir Antigone.
Pour plus de détails, voir Fiche technique et Distribution.
Antigone est un film québécois de la scénariste, réalisatrice et directrice de la photographie Sophie Deraspe, sorti en 2019. Ce long métrage a été choisi pour représenter le Canada dans la course au Meilleur film étranger de la 92e cérémonie des Oscars mais il n'a finalement pas été retenu parmi les finalistes.
Le film a été nommé Meilleur film canadien lors du Festival international du film de Toronto de 2019.

## Synopsis
Le film est une adaptation moderne de la pièce Antigone de Sophocle. Dans cette version, Antigone est une jeune d'origine kabyle immigrée au Québec qui, à la suite de l'arrestation de son frère, alors que leur frère aîné vient d'être tué, met en place un stratagème afin qu'il puisse s'évader de prison.

## Fiche technique
- Réalisation et scénario : Sophie Deraspe
- Direction artistique : Yola van Leeuwenkamp
- Costumes : Caroline Bodson
- Photographie : Sophie Deraspe
- Montage : Geoffrey Boulangé et Sophie Deraspe
- Musique : Jad Orphée Chami et Jean Massicotte
- Société de distribution : Maison 4:3
- Pays d'origine :  Canada
- Format : couleur — 35 mm — 1,85:1 — stéréo
- Budget : 3 500 000 $ CA[3]
- Genre : drame
- Durée : 109 minutes
- Dates de sortie :
  - Canada : 9 septembre 2019 (Festival international du film de Toronto 2019)
  - Québec : 8 novembre 2019
  - France : 2 septembre 2020

## Distribution
- Nahéma Ricci : Antigone
- Rawad El-Zein : Polynice
- Rachida Oussaada : Ménécée
- Nour Belkhiria : Ismène
- Hakim Brahimi : Étéocle
- Paul Doucet : Christian
- Antoine DesRochers : Hémon
- Benoît Gouin : enquêteur
- Jean-Sébastien Courchesne : Maître O'Neil
- Lise Castonguay : psychiatre Oracle
- Nathalie Tannous : juge
- Catherine Larochelle : Maître Julie Édouin

## Distinctions
- Prix du meilleur film catégorie Fictions lors du Tournai Ramdam Festival 2020
- Prix du meilleur film de l'année aux Écrans canadiens[4]
- Prix de la meilleure adaptation aux Écrans canadiens[4]
- Prix du meilleur montage aux Écrans canadiens, avec Geoffrey Boulangé[4]
- Prix de l'interprétation féminine pour un premier rôle à Nahéma Ricci[4]
- Prix de l'interprétation féminine dans un rôle de soutien à Nour Belkhina[4]
- 22e gala Québec Cinéma[5]: 
  - Meilleur film
  - Meilleure réalisation
  - Meilleur scénario
  - Révélation de l'année pour Nahéma Ricci
  - Meilleure distribution des rôles
  - Meilleur montage